# Castello normanno (Salemi)
Il Castello normanno, o normanno-svevo, di Salemi, è un castello costruito sulla sommità della collina dove sorge la città di Salemi, al centro della valle del Belice.

## Storia
Fatto costruire da Ruggero il normanno intorno al 1077, su preesistenti fortificazioni greco-romano. A quel periodo risale l'iscrizione religiosa I.C.N.C.R.I.
Il geografo El Edrisi ne scrive già nel XII secolo..
Fu rimaneggiato da Federico II di Svevia nel XIII secolo.
A partire dall'epoca di Manfredi di Sicilia la castellania di Salemi appartenne alla nobile famiglia Bruno, secondo alcuni storici originaria di Firenze, secondo altri catalana.
Dal 1282 fu castellano Pedro de Sanclemente, cavaliere catalano capostipite della nobile famiglia Sanclemente, ramo siciliano dei Santcliment di Barcellona. Costui partecipò alle guerre del Vespro al fianco di Pietro III d'Aragona e venne ricompensato dal monarca con la castellania salemitana e i due feudi di Gibilichaleph e Gibiluasili.
Nel 1300 la Castellana di Salemi venne nuovamente confermata alla famiglia Bruno, nella persona di Giovanni, da parte di Federico III di Sicilia. Pietro, primogenito di Giovani, fu primo signore di Canetici in sua famiglia e ottenne la convalida a castellano alla morte del padre nel 1344. Sposò Luigia de Sanclemente e trasmise la castellania alla sua discendenza, che la conservò almeno sino alla prima metà del XVI secolo. 
L'11 dicembre 1441 nel castello di Salemi si formò una confederazione costituita da Salemi, Trapani, Mazara, Monte San Giuliano, Castelvetrano e Partanna, che si impegnava alla difesa della regina Bianca d'Aragona.
Nel 1789 fu adibito a carcere, e  il 14 maggio 1860 da questo castello Garibaldi issò (sulla torre tonda) la bandiera tricolore, proclamando Salemi “capitale d’Italia” e la dittatura garibaldina. Dal 1934 divenne biblioteca comunale.
Danneggiato dal terremoto del Belice del 1968, fu chiuso 35 anni per restauri e lavori di consolidamento da parte della Regione Siciliana, e riaperto nel 2002. I lavori sono stati completati definitivamente nel 2010.

## Architettura
Il castello ha un impianto abbastanza unitario, poco rimaneggiato dopo l'epoca normanno-sveva. L'edificio ha un impianto leggermente ruotato in direzione nord-est/sud-ovest. Possiede tre torri angolari, una cilindrica (ovest) e due quadre (est, sud) mentre una quarta torre (quadra?) esistente nell'angolo nord è probabilmente crollata nel secolo XVII. Nessuna delle torri quadre supera in altezza il terrazzo sommitale del torrione cilindrico, ancora oggi il punto più alto della città .
Oggi è sede museale e vi si svolgono concerti e convegni.

## Galleria d'immagini

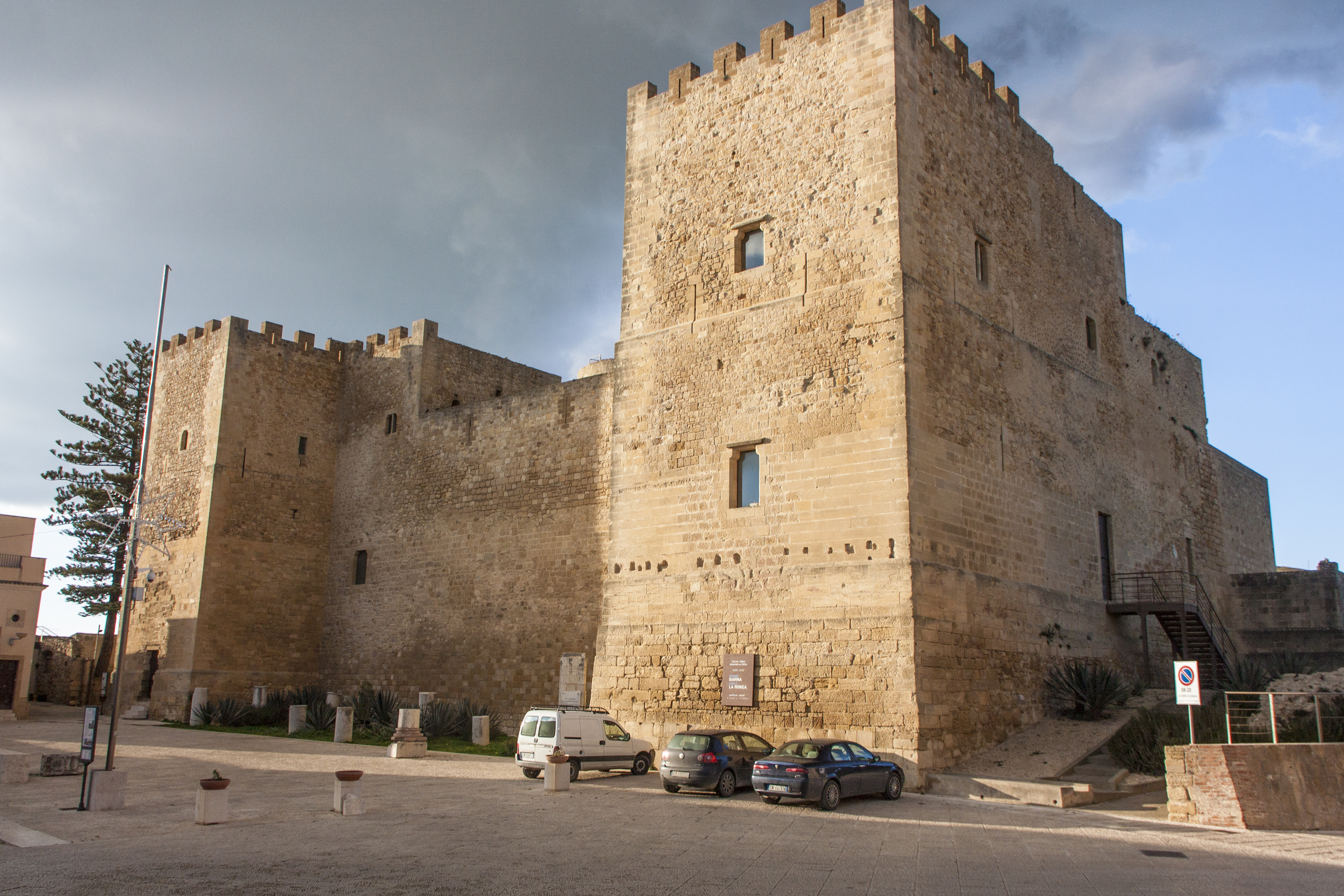
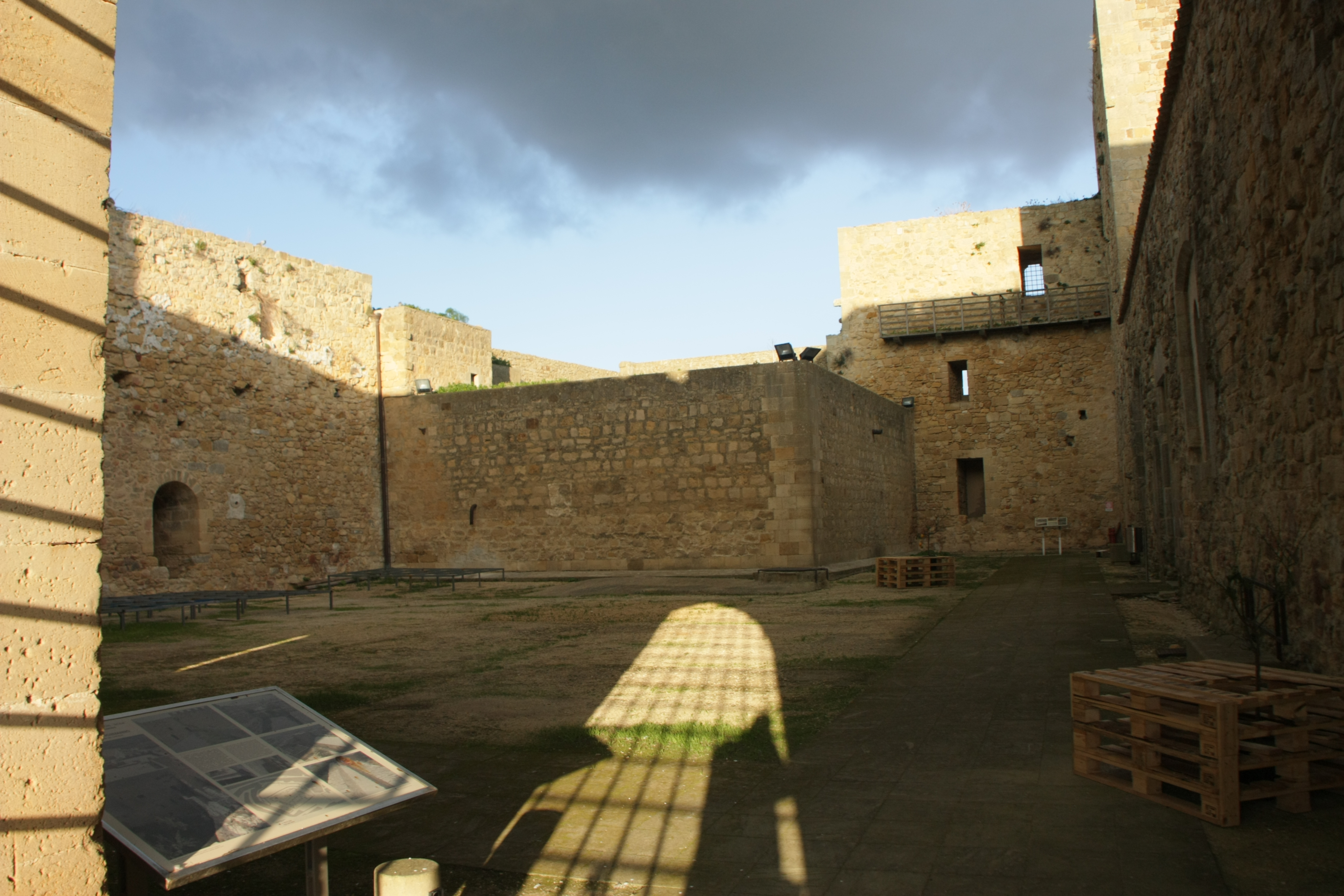
Piazzale interno
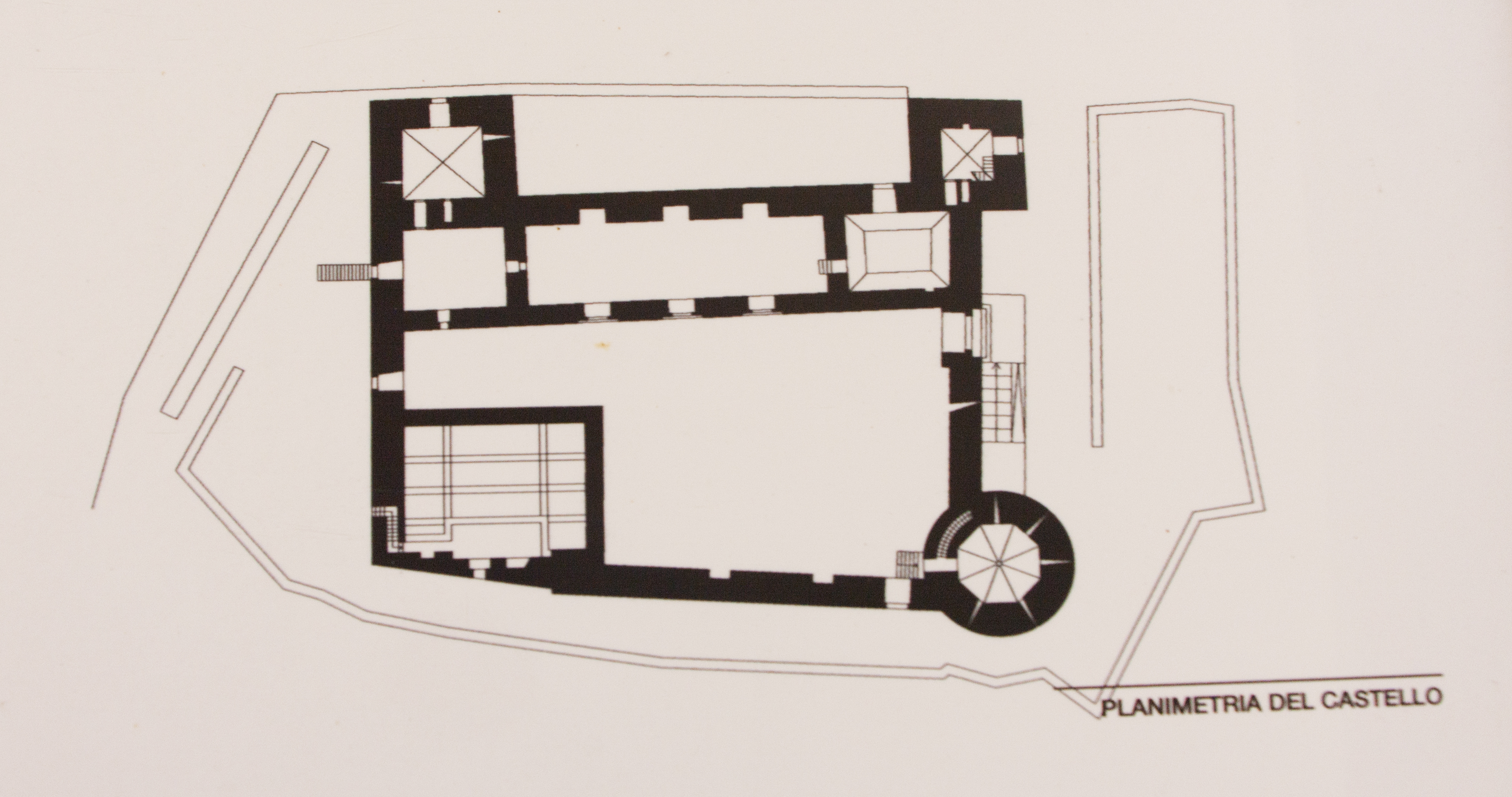
Planimetria